# Каштанник колумбійський
Кашта́нник колумбійський (Cinnycerthia olivascens) — вид горобцеподібних птахів родини воловоочкових (Troglodytidae). Мешкає в Андах.

## Опис

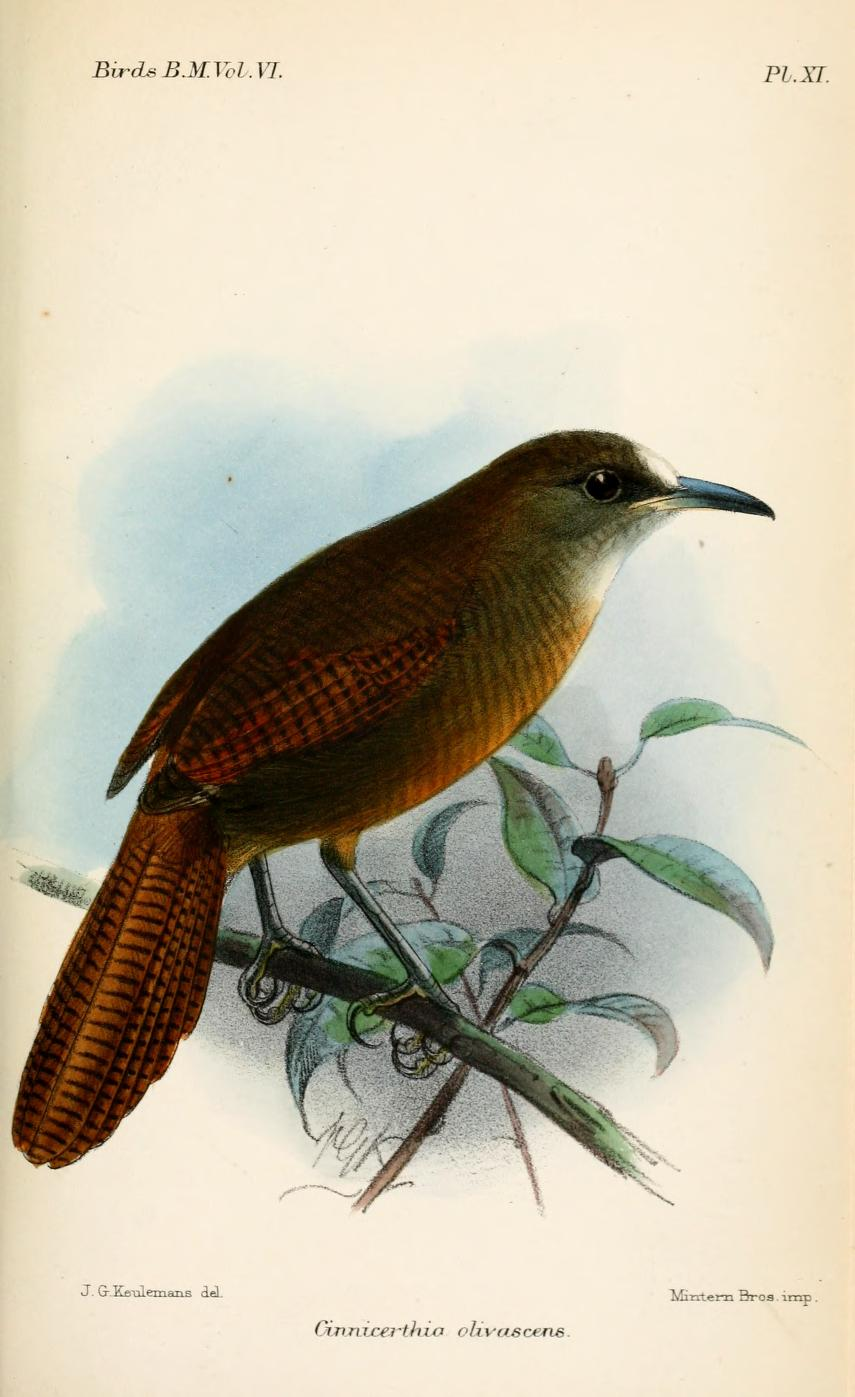
Колумбійський каштанник

Довжина птаха становить 16-17 см, самці важать 25,9 г, самиці 23 г. У прелсавників номінативного підвиду тім'я сірувато-коричневе, спина і надхвістя рудувато-коричневі, крила і хвіст каштанові, поцятковані чорними смужками. Обличчя білувате. Підборіддя і горло блідо-сірувато-коричневі, живіт і гузка темно-рудувато-коричневі. Очі світло-карі або сірі, дзьоб темно-сірувато-коричневий, лапи сірі. Виду не притаманний статевий диморфізм. Представники підвиду C. o. bogotensis мають більш темне забарвлення, обличчя у них не білувате. У молодих птахів обличчя сірувате.

## Підвиди
Виділяють два підвиди:
- C. o. bogotensis (Matschie, 1885)[5] — західні схили Східного хребта Колумбійських Анд;
- C. o. olivascens Sharpe, 1882 — Західний і Центральний хребти Анд в Колумбії, Еквадорі і північному Перу.

## Поширення і екологія
Колумбійські каштанники мешкають в Колумбії, Еквадорі і Перу. Вони живуть у вологих гірських і хмарних тропічних лісах, на узліссях і галявинах, в бамбукових заростях Chusquea. Зустрічаються зграйками до 10 птахів, переважно на висоті від 1500 до 3100 м над рівнем моря, місцями на західних схилах Анд на висоті 900 м над рівнем моря. Живляться комахами та іншими дрібними безхребетними, яких шукають в підліску. Гніздо кулеподібне з трубкоподібним бічним входом, направленим донизу, розміщується в чагарниках або на невисокому дереві. Колумбійським каштанникам притаманний колективний догляд за пташенятами.